# 古斯塔夫·马尔姆斯特伦
古斯塔夫·马尔姆斯特伦（瑞典語：Gustaf Malmström，1884年7月4日—1970年12月24日），瑞典男子摔跤运动员。他曾代表瑞典参加1908年和1912年夏季奥林匹克运动会摔跤比赛，获得一枚银牌。